# Municipalità locale di Dikgatlong
Dikgatlong è una municipalità locale (in inglese Dikgatlong Local Municipality) appartenente alla municipalità distrettuale di Frances Baard della Provincia del Capo Settentrionale in Sudafrica. 
In base al censimento del 2001 la sua popolazione è di 35.765 abitanti.
La sede amministrativa e legislativa è la città di Barkly West e il suo territorio si estende su una superficie di 2.377 km² ed è suddiviso in 7 circoscrizioni elettorali (wards). Il suo codice di distretto è NC092.

## Geografia fisica

### Confini
La municipalità locale di Dikgatlong confina a nord e a ovest District Management Areas NCDMA09, a nord  e a est con quella di Magareng  e a est e a sud con quella di Sol Plaatje.

### Città e comuni
- Barkly West
- Corn's Village
- Delportshoop
- Holpan
- Kutlwano
- Longlands
- Mataleng
- Sydney on Vaal
- Tidimalo
- Ulco
- Vaalbos National Park
- Windsorton

### Fiumi
- Harts
- Klein – Boetsap
- Steenbok
- Vaal

### Dighe
- Spitskop Dam